# Корадо дела Торе
Корàдо дела Тòре, нар. Моска (на италиански: Corrado della Torre detto Mosca; * ок. 1251, † 24 октомври 1307, Милано, Сеньория Милано) от миланската благородническа фамилия Дела Торе, е подест на Мантуа (1266 и 1268 или 1268 – 1269), маркиз и управител на Истрия (1277 – 1278 и 1293 – 1297), подест на Триест (1293) и подест на Бергамо (1304 и 1307).

## Произход
Син е на Наполеоне дела Торе, нар. Напо († 1278, Комо), кондотиер, господар на Милано от 24 декември 1265 до 21 януари 1277 г. и един от най-силните представители на гвелфския род Дела Торе, и на провансалската аристократка Маргарита Дел Балцо (Маргьорит дьо Бо). Има двама братя и две сестри:
- Риналдо, нар. „Пасерино“ († ок. 1330), подест на Кремона (1 януари 1312), губернатор на Алесандрия (1322), ректор за църквата на Пиаченца (1323), на Парма (1328) и на Фаенца (1330), съпруг на Алтавила
- Касоно († 1281 обезглавен), кондотиер, съпруг на Пиерина
- Донина, съпруга на Гуидо
- Аниезе, съпруга на Кантелмо да Ро

Наречен е с това име вероятно в чест на Конрад IV фон Хохенщауфен – император от 1250 до 1254 г., който идва в Италия през 1251 г., за да завладее кралството.  

## Биография

### Подест на Мантуа
Той е подест (кмет) на Мантуа, която през XIII век е доминиран от гвелфската партия, но източниците не са точни за датата на заемане на длъжността му: според Лита и Арджени той е назначен през 1266 и 1268 г.; не приема второто назначение поради трудната ситуация, възникнала в града поради съперничествата между Казалоди и Бонаколси. Annales Mantuani обаче посочват, че е бил подест през 1268 г. и че през август същата година, след влошаването на борбата между градските фракции, се е оттеглил за около две седмици, оставяйки собствен наместник; преди края на мандата си е предпочел да подаде оставка с всичките си служители и мястото му е било заето от Матео да Кореджо. Стоквис пък посочва два негови мандата: 1268 и 1269 г.

### Борба с Висконти и изгнание
Участва в битката при Дезио през 1277 г., в която родът му Дела Торе е победен от рода Висконти; заедно с баща си Напо, чичо си Каверна и братовчедите си Ереко, Гуидо и Ломбардо е предаден на хората от Комо, водени от Симоне да Локарно, древен враг на сем. Дела Торе, по-специално на Напо, и е затворен в една от трите специално подготвени клетки в замъка Барадело близо до Комо. Само той, Гуидо и Ереко оцеляват. Намира убежище във Фриули, подобно на други членове на семейството му, където вероятно участва в отбраната на Триест, обсаден от венецианците между 1284 и 1285 г. Скоро се завръща в Ломбардия, за да се присъедини към Вилхелм VII, маркиз на Монферат, който преследва политика срещу Висконти. С мира от Ломацо през 1286 г. активите, конфискувани след битката при Дезио, са върнати на дела Торе, но продължава да им е забранено да се връщат в Милано. Поради това Корадо е принуден да се върне във Фриули и на следващата година земите му са отново конфискувани от Висконти под претекст за заговор на дела Торе.
През 1289 г. войната между маркиза на Монферат и Висконти се подновява и през 1290 г. Корадо заедно с братовчед си Ереко и други мъже се присъединяват към армията на маркиза в Павия и участва в война срещу народа на Асти. Астийците насъскват алесандрийците срещу Монферат до такава степен, че веднага щом маркизът влиза в града, той е пленен и затворен, и умира след малко повече от година. След като този нов опит за сваляне на Висконти се проваля, Корадо се завръща във Фриули, където е назначен за подест на Триест от своя чичо на 4 юли 1293 г., назначен е за маркиз на Истрия и става гражданин на Чивидале. Междувременно ситуацията в Ломбардия изглежда предлага на Дела Торе нова възможност да прогонят Висконти: през 1294 г. Крема и Лоди отказват да признаят властта на Матео I Висконти и през 1299 г. новият маркиз на Монферат Джовани I се поставя начело на антивисконтска лига. Разногласията обаче бързо се изглаждат и идването на Корадо от Фриули до Ломбардия отново се оказва безполезно. Едва през 1302 г. ситуацията се променя решително в полза на Дела Торе.
Маркиз и управител на Истрия през 1277 – 78 г. и след това през годините 1293 – 97 г.

### Обратно в Милано
Правителството на Висконти в Милано предизвиква доста опозиция в града и в Ломбардия. В началото на 1302 г. фракцията против Висконти се оглавява от Алберто Скоти от Пиаченца, който насърчава сключването на лига, включваща освен маркиза на Монферат и градовете Крема, Кремона, Пиаченца, Лоди, Павия, Новара и Верчели. По същото време в Комо Корадо Руска, господар на Кума, по молба на своята тъща Антиохия Кривели, която моли за помощ за съпруга си Пиетро Висконти, затворен за заговор срещу Матео и Галеацо Висконти, получава подкрепата на много съграждани. С тях той се придвижва с оръжие срещу Милано през март, докато Алберто Скоти и неговите съюзници достигат до Лоди и Лаваня сула Муца, недалеч от Касано, и принуждават Матео I Висконти, който е загубил Монца, да се предаде. Победителите се съгласяват да свалят правителството на Висконти, но не успяват да намерят линия на разбирателство в посоката на политическия живот на града. Така Пиетро Висконти се противопоставя на завръщането на Дела Торе в Милано, но съвет, председателстван от Алберто Скоти, решава в тяхна полза. Освен това Бернардо Скоти е назначен за подест за втората половина на 1302 г., но е отстранен от позицията малко след това под натиска на партията на Дела Торе. След това Алберто Скоти решава да сключи съюз с Матео Висконти, който е в изгнание, като по този начин отваря нови разногласия в печелившата партия. В тази ситуация Дела Торе се завръщат в града и сред първите са Корадо, братовчедите му Ереко, Гуидо, Мартино и синът му Наполеоне, известен като Напино (Мартино и Напино са от последните каноници на Аквилея). Всички конфискувани имоти са върнати, а за продадените са изплатени обезщетения. По-специално, земята на Бреняно, която вече е била собственост на Висконти, също е дадена на Корадо.

### Мир между гвелфи и гибелини
През януари 1305 г. Корадо и Гуидо са извикани от Тортона, за да установят условията за мир между фракцията на гибелините, която управлява града и е в съюз с Матео Висконти, и фракцията на гвелфите, която се стреми да доминира в комуната и която също е преди това е насочена към Милано. В църквата „Свети Стефан“ в Милано мирът е тържествено установен в присъствието на двамата Дела Торе: предвижда се размяна на пленници, връщане на изгнаните гвелфи и връщане на земите, конфискувани от тях. През февруари Корадо, Гуидо и други миланци отиват в Тортона, за да потвърдят споразумението и да повторят връзките, установени между партията на Дела Торе и Тортона, която след това се намесва в полза на последния в битката срещу Висконти. През същата година участва във войната срещу Матео I Висконти, който е в Бреша, откъдето възнамерява да подкрепи фракцията на гибелините Суарди, които, след като са изгонени от Бергамо, се опитват да се върнат в града. Заедно с други гвелфи и с подеста на Милано Федерико Понцони Корадо се придвижва на 21 август към Крешенцаго, Касано и Кодоньо и навлиза в района на Бреша, принуждавайки Висконти да напусне на 12 септември. 1305 г. и да се оттегли в Пескиера дел Гарда; след това той обсажда Кастел Мартиненго, без обаче да успява да го превземе.
Документ от 20 октомври 1305 г., запазен в историческия архив на община Тревильо, съдържа ратификация на концесията от Генералния съвет на комуна Бергамо на Моска дела Торе, гражданин на Милано, за изграждането на канал на Брембо – река през териториите на Брембате, Чизано Бергамаско и Болтиере, докато друга датирана на 8 март 1307 г., запазена в историческия архив на община Бергамо, го посочва като получател на концесия за вода от каналите на Тревильо, чрез която получава от Комуна Бергамо да стартира от река Брембо близо до Брембате, водоприемник, като по този начин стартира напоителната система на полетата на Требильо – важна работа за селското стопанство, която придобива своята продуктивност оттогава нататък.

### Смърт
Оторино да Сорезина се съюзява през 1307 г. с Матео I Висконти  за да го елиминира заедно с братовчед му Гуидо дела Торе. Атаката се проваля и води до нови преследвания срещу дисидентите.
През 1307 г. Корадо е назначен за подест на Бергамо и докато заема тази длъжност, умира в Милано на 24 октомври същата година след дълго боледуване. погребението му е пищно: трупът му е облечен в лилаво и е пренесен под навес до църквата „Сан Франческо Гранде“, където е и погребан.

## Брак и потомство
Жени се два пъти:
∞ 1. за Валентина Висконти, дъщеря на Пиетро Висконти (враг на Матео I Висконти) 
∞ 2. за Алегранца да Ро († 1300, Аквилея)‍, дъщеря на Гуидоне да Ро, от която има шестима сина:
- Пагано дела Торе (†сл. 1310), подест на Комо (1302), сенатор на Рим (1309), ∞ 1. за дъщеря на Матео де Маджи, господар на Бреша, от която има син и дъщеря 2. за благородничката Катерина Страсолдо
- Касоне дела Торе († 17 август 1317), редовен каноник на Милано, каноник на Чивидале, декан на Капитула на Аквилея, архиепископ на Милано от 12 февруари 1308 г., патриарх на Аквилея от 31 януари 1317 г.
- Едоардо дела Торе († сл.. 9 юни 1345), ∞ за Магдалена († сл.. 9 юни 1345)
- Флоримонте дела Торе, нар. Москино († сл. 10 януари 1345), наместник на Аквилейския патриарх (1317), ∞ за Катерина, дъщеря на Отон, граф на Кортенуова, от която има 5 сина и 1 дъщеря
- Риналдо дела Торе († май 1332, Аквилея), каноник на патриаршеската църква на Аквилея, на Колегиалната църква „Сант Амброджо и Сан Надзарио“, на църквата „Сан Джовани Батиста“ в Комо и каноник на Чивидале, ковчежник на Аквилейската църква (напуска 13 ноември 1331), съветник на Аквилейския патриарх (от 29 септември 1328)
- Наполеоне дела Торе, известен като "Напино" († 20 февруари 1329, Аквилея), каноник на патриаршеската църква на Аквилея (1302), генерален капитан на гвелфската армия в Ломбардия (1318), гасталд на Удине (9 ноември 1326), ∞ за Ладзарина Бори, дъщеря на Оторино Бори, милански патриций, от която има 4 сина и 3 дъщери

На сайта genealogy.euweb.cz са посочени още пет деца:
- Гуидето дела Торе
- Ингростоне дела Торе
- Гуиди дела Торе, ∞ за Мелкиоре да Валпано
- Фиораванте дела Торе
- Елеонора дела Торе, ∞ за Артиконе Франджипане, господар на Сан Лоренцо и Вилано